# Саур-могила (пам'ятка природи)
Сау́р-моги́ла — геологічна пам'ятка природи місцевого значення в Україні. Розташована на території Запорізького району Запорізької області, на північний схід від села Григорівка. 
Площа 3 га. Статус присвоєно згідно з рішенням Запорізького облвиконкому від 24.05.1972 року № 206. Перебуває у віданні: Григорівська сільська рада.